# 馬焦雷噴泉

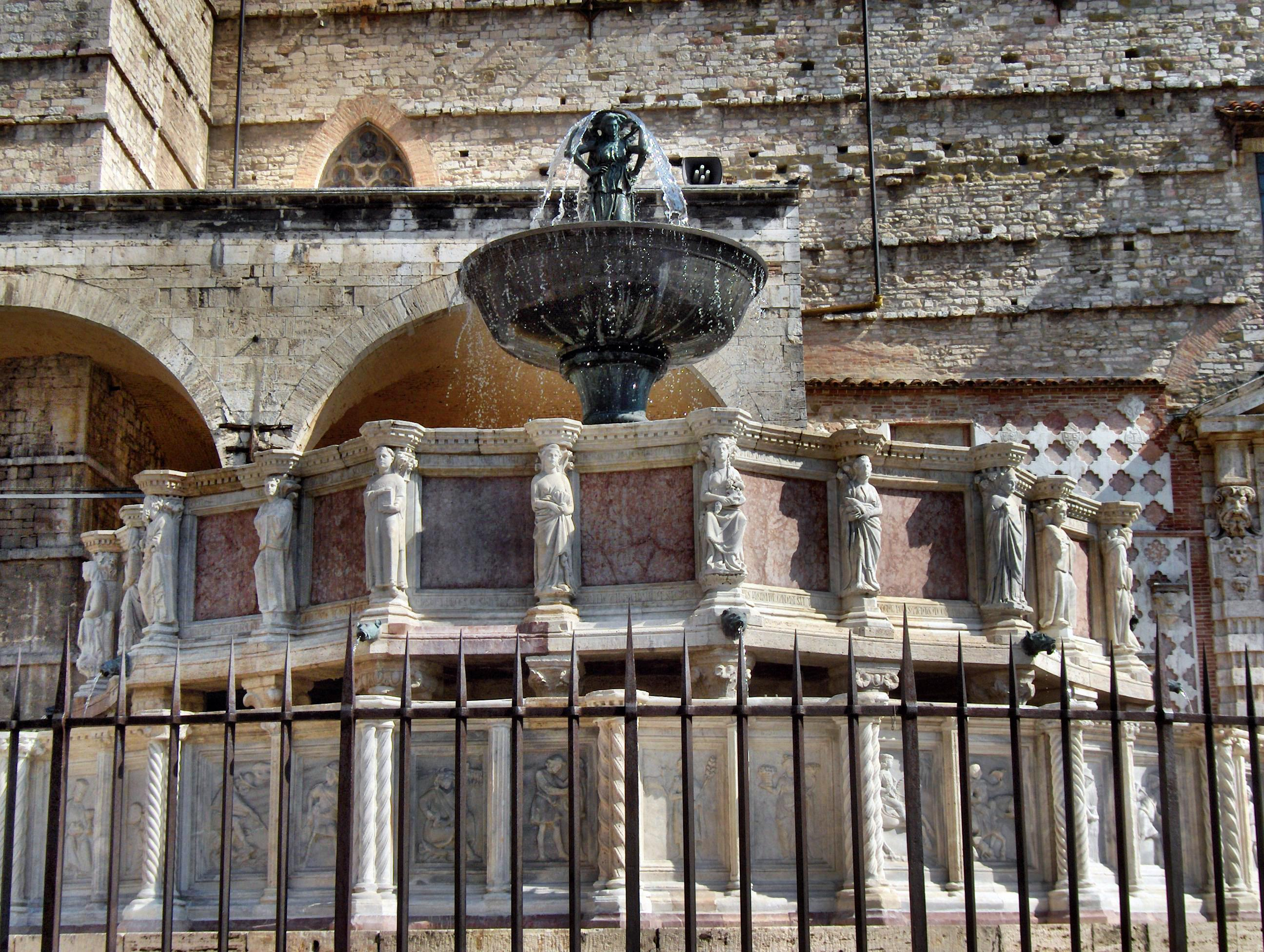
大喷泉

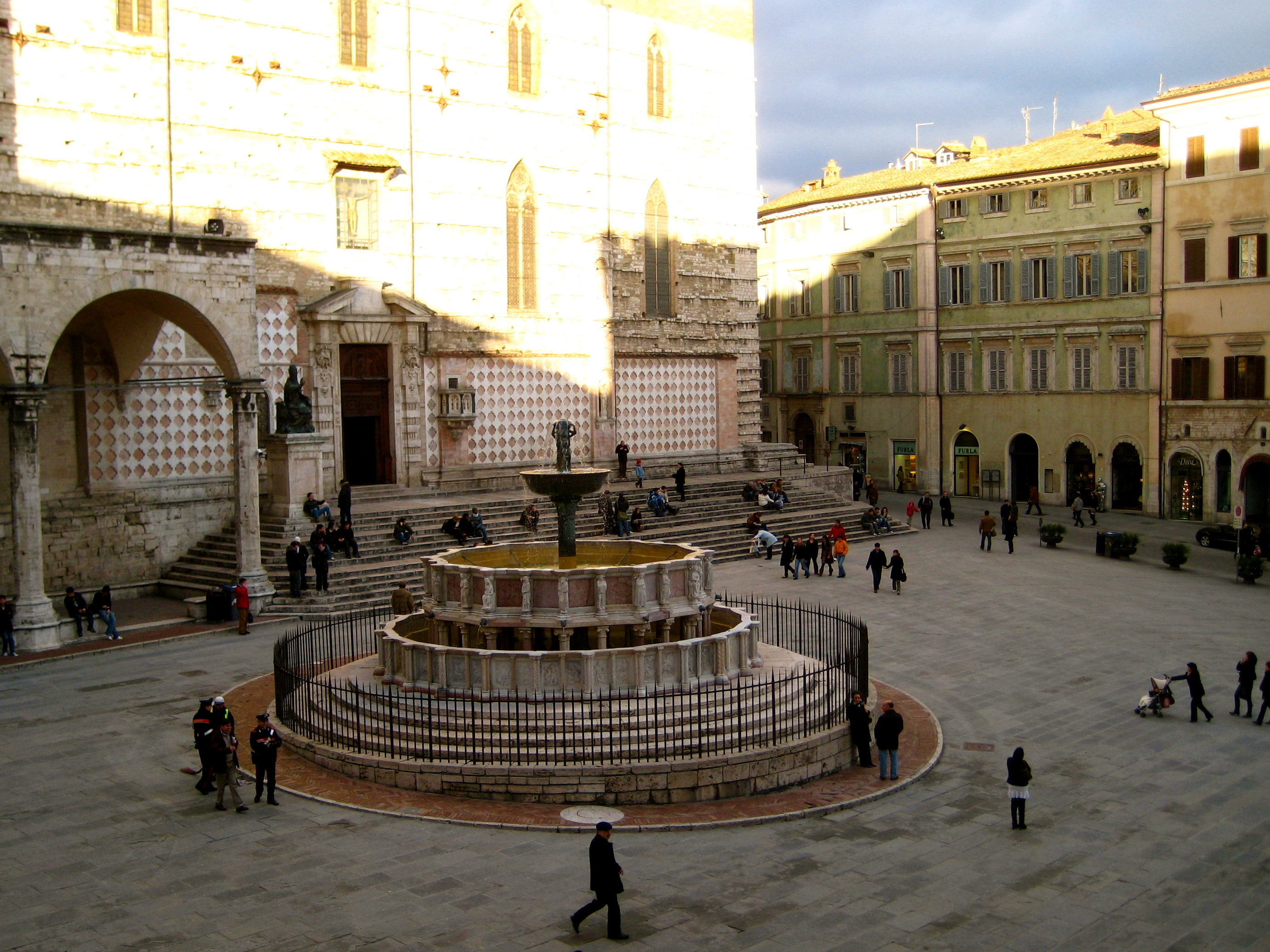

43°06′44″N 12°23′20″E / 43.112192°N 12.38881°E
馬焦雷噴泉（義大利語：Fontana Maggiore），也稱大噴泉，是位於義大利城市佩魯賈市中心，介于佩鲁贾圣老楞佐主教座堂侧面与普廖里宫（Palazzo dei Priori）之间的中世紀時期的噴泉。噴泉由尼古拉·皮薩諾和約翰·皮薩諾兩位雕刻家修建於1277年至1278年期間。噴泉上的雕塑取自先知和聖徒、勞動場景、黃道十二宮、創世紀中的場景、羅馬歷史事件等題材。